# 黄银斑蛛
黄银斑蛛（学名：[Argyrodes flavescens] 错误：{{Lang}}：文本有斜体标记（帮助））为球蛛科银斑蛛属的动物。分布于新加坡、印度尼西亚、缅甸、斯里兰卡以及中国大陆的湖南、福建等地，多寄居在斑络新妇的网上。